# Сражение при Ени-Загре
Сражение при Ени-Загре — одна из ключевых битв Русско-турецкой войны 1877—1878 гг., которая состоялась близ города Ени-Загра (ныне Нова-Загора, Болгария) 18(30) июля 1877 года между частями русской императорской армии под командованием генерала И. В. Гурко и отрядами османской армии под началом Реуф-паши. Не следует путать это сражение с боем между летучим отрядом ротмистра Мартынова (2 сот. Донск. казач. № 26 п.) с турками, который произошёл на этом театре боевых действий двумя неделями ранее, 3(15) июля, в результате которого русские захватили турецкий транспорт с 80-ю ящиками патронов.

## Предыстория
В середине июля генерал Иосиф Владимирович Гурко, занимавший Казанлык, Ески-Загру и Хаинкиой и усиленный 1-й бригадой 9-й пехотной дивизии, получил от командования разрешение действовать по собственному усмотрению и решил немедленно перейти в наступление, дабы овладеть Ени-Загрой ранее, чем армия Сулеймана-паши, подходившая с юга, перейдет в наступление.
17 июля Ески-Загринскому отряду было приказано перейти в окрестности Карабунара, Казанлыкскому отряду генерал-майора А. Г. Цвецинского — в Чайнакчи и Хаинкиойскому отряду генерал-майора Борейша — в Лоджа с тем, чтобы 18 июля совместно атаковать Ени-Загру. Последние 2 отряда исполнили в точности приказание, Ески-Загринский отряд был задержан превосходящими силами неприятеля, с которым столкнулся в окрестностях Карабунара. Получив от разъездов сведения о движении к Ески-Загре значительных сил турок из Сейменли и опасаясь за участь этого города, отряд вернулся в Ески-Загру для его защиты от врага (см. Сражение при Ески-Загре). Между тем, Хаинкиойский и Казанлыкий отряды 18 июля благополучно спустились с гор в долину.

## Битва
Первым вышел Хаинкиойский отряд и вступил в бой, не дожидаясь Казанлыкского. Между тем, противник, очистив город, отошел на укреплённую позицию у железнодорожной станции. С юга позиция была ограничена полотном железной дороги, с прочих сторон турки были сплошь защищены линиями окопов. Местность была совершенно ровная и не предоставляла наступающим никаких укрытий. Станция, приведенная в оборонительное состояние, служила редюитом. Гарнизон этого опорного пункта состоял из 3 таборов низама и 2 таборов мустахфиза при 6 дальнобойных орудиях и 2 тысячах конных черкесов.

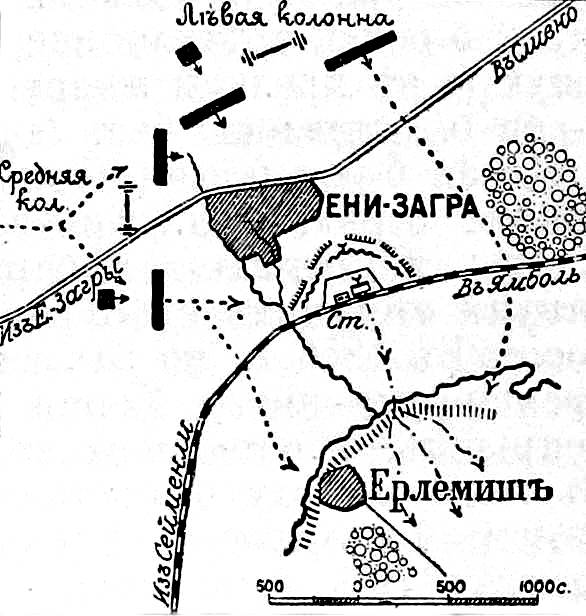
Ход сражения
(рисунок из статьи «Ени-Загра»;
«Военная энциклопедия Сытина»; 1912)

18 июля в 8 часов утра 1-я бригада 9-й пехотной дивизии развернулась под огнём и начала наступление. В 1-й линии находились 2 батальона 34-го пехотного Севского полка при 4 и 6-й батареях 9-й артиллерийской бригады, во 2-й — 33-й пехотный Елецкий полк. Последний вскоре был выдвинут вправо и начал обходить Ени-Загру с северо-запада. Встреченный сильным перекрестным огнем со станции и из-за полотна железной дороги, он мог вести только огнестрельный бой. Идти в атаку до подхода стрелковой бригады было невозможно.
Около 11 часов утра прибыли 3 батальона 4-й стрелковой бригады (13-й стрелк. батальон, прикрывавший обоз, пришел только к вечеру); усиленные Донской казачьей № 15 батареей, они выстроились с западной и юго-западной стороны Ени-Загры, угрожая пути отступления турок. 3 сотни казаков ещё ранее получили назначение охранять правый фланг. От артиллерийского огня загорелась станция, и черкесы бежали с поля боя. Несколько позже все 3 батареи, переменив позицию, снялись с передков в расстоянии около 600 саженей от непр-ля и открыли по укреплению огонь картечными гранатами. Турки не выдержали и в начале 1-го часа начали отступать.
14 и 16-й стрелковые батальоны с запада, а Севский полк — с северо-востока ворвались в укрепление и завладели железнодорожной насыпью. Ещё ранее генерал Цвецинский, предвидя отступление неприятеля, присоединил 2 орудия к 3 сотням казаков Донского № 21 полка, и приказал им занять деревню Буруджи, через которую пролегал путь отступления турок. Кроме того, Цвецинский выслал батальон при 2 орудиях вдоль железной дороги, чтобы поражать противника во время его отступления с фланга. Все эти меры привели к тому, что вскоре отступление турок обратилось в бегство. Началось преследование; увлеченные им российские войска были остановлены и собраны только около пяти часов дня.
Среди прочего русские захватили 2 орудия, из которых одно было взято 1-й ротой 14-го стрелкового батальона, а второе — донской сотней.

## Потери
- Русская императорская армия: убитыми — 1 офицер и 14 нижних чинов, ранеными — 6 шт.- и об.-оф. и 84 н. ч.
- Армия османской империи: около 800 человек убитыми.